# تلفزيون كبلي

كبل محوري

التلفاز الكَبْلِي أو تلفاز الكَبْل (بالإنجليزية: cable television)، والكَبْل بالعربية هو القيد الضخم هو نظام لتزويد القنوات التلفازية للمشاهدين عن طريق إشارات تردد الراديو المرسلة للتلفاز من خلال الألياف البصرية أو عن طريق الكابلات المحورية بخلاف الطريقة التقليدية والتي تكون عن طريق الجو (موجات الراديو) والتي تتطلب وجود الهوائي. هذه الطريقة مستخدمة أيضاً في غير مجال التلفاز مثل برامج إذاعة إف إم، والإنترنت فائق السرعة، والإرسال الهاتفي.